# Mtsangadjou
Mtsangadjou est une ville de Grande Comore , chef lieu de la région de Dimani, regroupant plusieurs villages (Mboudé, Foumboundzivouni, Midjinzé, Idjandradja, Madjoma, Maoeni, Ntsoralé, Mtsangadjou, Idjikoundzi, Rehemani, Mirereni,Sidjou, Ntsodeni), sa population est estimée à 1 609 habitants.